# Donald Driver
Donald Jerome Driver (* 2. Februar 1975 in Houston, Texas) ist ein ehemaliger US-amerikanischer American-Football-Spieler auf der Position des Wide Receivers. Er spielte bei den Green Bay Packers in der National Football League (NFL).

## Highschool und College
Er besuchte die Milby Highschool in Houston. Danach erhielt er ein Stipendium von der Alcorn State University, wo er College Football spielte. Am College fing der Wide Receiver insgesamt 88 Pässe für 1933 Yards Raumgewinn und 17 Touchdowns.

## NFL
Driver wurde von den Green Bay Packers im NFL Draft 1999 in der siebten Runde als 213. Spieler ausgewählt. In seiner Profikarriere wurde er dreimal in den Pro Bowl gewählt (2002, 2006, 2007). Am 16. Dezember 2007, im Spiel gegen die St. Louis Rams, fing Driver den Pass mit dem Brett Favre Dan Marino als Rekordhalter in der Kategorie Passing-Yards ablöste.
Am 31. Januar 2013 gab er der Mike & Mike Show des TV-Senders ESPN das Ende seiner Karriere als Footballspieler bekannt.

### Vereinsrekorde
Driver gilt als einer der besten Wide Receiver in der Geschichte der Green Bay Packers und hält diverse Vereinsrekorde.
Zum Zeitpunkt seines Karriereendes hielt er folgende Team-Rekorde:
- Die meisten gefangenen Bälle: 743
- Die meisten Yards durch gefangene Bälle: 10.137 Yards
- Die meisten Spielzeiten mit mehr als 1.000 Yards: 7 Spielzeiten
- Die meisten Spielzeiten mit mindestens 50 gefangenen Bällen: 9 Spielzeiten
- Die längste Serie mit jeweils einem gefangenen Ball pro Spiel: 133 Spiele in Folge
- Die meisten gefangenen Bälle im Lambeau Field: 363
- Die meisten Yards durch gefangene Bälle im Lambeau Field: 5.000 Yds

## Privat
Am 22. Mai 2012 gewann Donald Driver mit der professionellen Tänzerin Peta Murgatroyd als Partnerin die 14. Staffel von Dancing with the Stars, der amerikanischen Version von Strictly Come Dancing.
Driver ist verheiratet mit Betina Driver.